# Перу Ваш де Каминья
Перу Ваш де Каминья (порт. Pêro Vaz de Caminha; 1437 или 1450 — 15 декабря 1500) — секретарь португальского мореплавателя Кабрала, который был направлен с ним в Индию, чтобы возглавить торговую факторию в Каликуте, и, как считается, погиб в стычке с мусульманами в декабре 1500 года.
Экспедиция Кабрала была отнесена бурей к берегам Бразилии. Об открытии этой земли Каминья написал королю Мануэлу знаменитое письмо, датированное 1 мая 1500 года, в котором дал первое описание Бразилии и советовал королю продолжить исследование этой земли.
Это послание, привезённое в Лиссабон капитаном Лемушем, было объявлено государственной тайной из подозрения, что новооткрытые земли могут лежать на испанской стороне тордесильясской карты. Впервые письмо Каминьи стало достоянием общественности только в 1817 году.